# 立原勇
立原 勇（たちはら いさむ、1962年 - ）は、東京都足立区出身の日本の作曲家である。水戸室内管弦楽団、パリ・ギャルド・リュパブリケーヌ吹奏楽団、ドレスデン室内管弦楽団等の内外のオーケストラの編曲も担当する。

## 来歴
越谷市立光陽中学校を経て埼玉県立春日部高等学校を卒業した。
東京芸術大学音楽学部作曲科に入学した。作曲を浦田健次郎、山田泉、松村禎三に、ピアノを佐藤俊に師事した。卒業後は宗教音楽をテーマにヨーロッパ・中東・東南アジアを半年間をかけて歴訪した。
エルサレム滞在中の筆による「"Sinfonia"-for orchestra」が第19回現代日本オーケストラ演奏会に取り上げられ、小松一彦指揮・東京フィルハーモニー交響楽団により初演され、日本交響楽振興財団第17回作曲賞を受賞した。同作品はサントリー音楽財団主催の芥川作曲賞にノミネートされ、小松一彦指揮・新日本フィルハーモニー交響楽団の演奏でサントリーホールにて再演された。作曲家・武満徹の最晩年のアシスタントを勤めた。

## 国際コンクール歴
- シベリウス国際作曲コンクール（フィンランド）ファイナリスト[1]
- FIMS国際コンクール（スイス・フリブール）審査員特別賞[1]
- レナード・バーンスタイン・エルサレム国際作曲コンクール（イスラエル・エルサレム）セミファイナリスト[1]
- Coups de Vents 5th International Composition Competition（フランス）セミファイナリスト[1]

## 主な作品

### オーケストラ曲
- Sinfonia -for Orchestra-[1]
- 祭司エリエゼル等のラッパ-オーケストラのための[1]
- 2つの祈り-オーケストラのための[1]
- A Revelation（ピアノ協奏曲）[1]
- 祈り XII - 2本のトランペットと室内オーケストラのための -[1]

### 音楽劇
- 劇音楽「かっぱの人助け」[1]
- 音楽劇「お光が大蛇になった」[1]
- 古の世に想いを馳せ−蓮田の風景−[1]

### 室内楽
- 祈り VII ショスタコーヴィチへのオマージュ[1]
- 二つの川 - ヴァイオリン、チェロとピアノのための -[1]
- 祈り XX - 弦楽六重奏（2 Vln., 2 Vla., 2 Vc.）のための -[1]
- 祈り - ナチュラルトランペット4重奏 -[1]
- A Mass for 7 Trumpet Players[1]
- 祈り VI（for Bass Trombone and Piano）[1]
- 祈り IX（for Trombone Quartet）[1]
- 祈り XII（for 2 Trumpets and Piano）[1]
- SERENATA II -for Bugle、Bass Trombone、and Piano-[1]

### 独奏曲
- 「舞」 - 無伴奏トランペットソロのための -[1]
- The Signs（トロンボーン無伴奏ソロ）[1]
- 天人の五衰 - 無伴奏トランペットソロ -[1]

## 著書
- 「舞」 - 無伴奏トランペットソロのための -（アイティエス・ミュージック・スタジオ）
- SERENATA II（アイティエス・ミュージック・スタジオ）
- ブルグミュラー程度による クラシック名曲プロムナード(1)（ドレミ楽譜出版社）
- ブルグミュラー程度による クラシック名曲プロムナード(2)（ドレミ楽譜出版社）
- ブルグミュラー程度による クラシック名曲プロムナード(3)（ドレミ楽譜出版社）
- やさしくたのしい こどものクラシックピアノコンサート（ドレミ楽譜出版社）
- バイエル程度で楽しめる やさしいピアノクラシックメロディー（ドレミ楽譜出版社）
- バイエルからツェルニー30番程度 気軽にガーシュウィン/ピアノセレクション（ドレミ楽譜出版社）
- バイエルからツェルニー30番程度 気軽にドビュッシー/ピアノセレクション（ドレミ楽譜出版社）
- バイエルからツェルニー30番程度 気軽にバロック/ピアノセレクション（ドレミ楽譜出版社）